# Diana Express
Diana Express (bolgárul: Диана Експрес) egy bolgár rockzenekar, mely 1974-ben alakult Jambolban.

## Tagok
- Mitko Sterev - Hammond-orgona, zongora, vokál
- Ivan Laszov - basszusgitár
- Konsztantin Atanazov - szólógitár
- Ivan Hrisztov - dob

## Lemezeik
- Diana Express 1 (1974)
- Diana Express 2 (1976)
- Молитва за дъжд / Prayer for Rain (1982)
- Diana Express 3 (1980)
- Diana Express 4 (1983)
- Златна ябълка / Golden Apple (1983)
- Diana Express 5 (1985)
- Най-Доброто (1994)
- Dance Remixes (1998)
- Осъдени Души / Condemned Souls (1998)
- Ябълката на греха / The Apple of Sin (2002)
- Gold Collection (2005)